# Masaru Yamada
Masaru Yamada (山田 優?, Yamada Masaru; Toba, 14 giugno 1994) è uno schermidore giapponese, specializzato nella spada.

## Carriera
Nel 2021 si è laureato campione olimpico nella spada a squadre; nel 2022 ha vinto la medaglia di bronzo, nella stessa disciplina, ai Mondiali de Il Cairo.

## Palmarès
- Giochi olimpici

Tokyo 2020: oro nella spada a squadre.
Parigi 2024: argento nella spada a squadre.
- Mondiali

Il Cairo 2022: bronzo nella spada a squadre.
Tbilisi 2025: oro nella spada a squadre, bronzo nella spada individuale.
- Campionati asiatici

Suwon 2014: bronzo nella spada a squadre.
Singapore 2015: bronzo nella spada a squadre.
Wuxi 2016: oro nella spada a squadre.
Hong Kong 2017: bronzo nella spada a squadre.
Chiba 2019: oro nella spada individuale; bronzo nella spada a squadre.
- Giochi asiatici

Incheon 2014: argento nella spada a squadre.
Giacarta 2018: oro nella spada a squadre.
- Universiade

Taipei 2017: bronzo nella spada individuale.
- Mondiali giovanili

Plovdiv 2014: oro nella spada individuale.